# Dayné Peak
Dayné Peak är en bergstopp i Antarktis. Den ligger i Västantarktis. Argentina, Chile och Storbritannien gör anspråk på området. Toppen på Dayné Peak är 730 meter över havet.
Terrängen runt Dayné Peak är varierad. Havet är nära Dayné Peak åt sydväst. Trakten är obefolkad. Det finns inga samhällen i närheten. 